# نمر أسدي
النمر الأسدي (الاسم العلمي: ♀ Panthera pardus ♂ × Panthera leo) حيوان ثديي هجين من ذكر نمر وأنثى أسد، والناتج هو نمر ذو عرف.

## الوصف
الطول بين 1.30 م إلى 2.20 م والوزن يتراوح بين 90 كلغ إلى 155 كلغ. ويكون أصغر من أمه وأبيه وأصغر بكثير من قريبه الأسد الببري لأن النمر الأسدي هو نتيجة لتزاوج أنثى أسد وببروبينما الأسد الببري من ذكر الأسد وأنثى الببر وسبب كون الببر الأسدي أصغر يرجع على أن اللبوة صغيرة مقارنة مع الأسد.
كما أن اللبوة تملك هرمونا كابحا للنمو أما الذكر لا يملك هذا الهرمون والببر سواء أن كان ذكرا أم أنثى فهم لايملكون هذا الهرمون.

## المسكن الطبيعي
على الرغم بأنه حيوان مأسور، سيفضل النمر الأسدي العيش في السفانا قرب الأشجار.

## التوزيع الجغرافي
لم يتم إعطاء دليل على وجود نمور أسدية في البرية، بدلا نتكلم على التوزيع الاحتمالي، يعني بأنها تعيش في المناطق التي تعيش فيها الأسود والنمور. بمعنى في أفريقيا جنوب الصحراء وجنوب آسيا.

## ربما؟
الأسد المرقط الكيني [الإنجليزية] الذي هو شبيه بالنمر الأسدي، فقد يكون هجين بين أسد ونمر، فيعني بأنه نمر أسدي بريّ.